# Жан Жорж Новер
Жан Жорж Новер (фр. Jean-Georges Noverre; 29 квітня 1727, Париж — 19 жовтня 1810, Сен-Жермен-ан-Ле) — великий французький балетний танцівник, хореограф і теоретик балету, творець балетних реформ. Вважається основоположником сучасного балету. Його день народження (29 квітня) за рішенням ЮНЕСКО з 1982 року відзначається як міжнародний день танцю.

## Біографія
Серед його педагогів був знаменитий французький балетний танцівник Луї Дюпре і танцюрист Королівської академії музики Франсуа-Робер Марсель.
Перший виступ відбувся у Фонтенбло при дворі французького короля Людовіка XV — в 1742 або в 1743 році. Після вдалого дебюту Новер відразу отримав запрошення до Берліну від принца Генріха Прусського. Після повернення в Париж він був прийнятий до балетної трупи при театрі Опера-комік, а незабаром, у 1748 р., одружився з акторкою і танцівницею Маргаритою-Луїзою Совер (фр. Marguerite-Louise Sauveur).
У 1748 році, коли театр Опера-комік вчергове закрився (це було пов'язано з фінансовими ускладненнями, які цей театр неодноразово переживав), Новер вирушив по театрах міст Європи і до 1752 виступав у Страсбурзі та Ліоні, а потім переїхав у Лондон, де провів два роки в трупі британського актора Девіда Гарріка, дружбу з яким він збереже на все життя і якого буде називати «Шекспіром в танці». Працюючи там, Новер прийшов до думки створення окремого та великого танцювального спектаклю, незалежного від опери, до складу якої танець раніше входив у вигляді беззмістовного балетного фрагменту; він розвинув думку про створення повноцінної балетної вистави, де б розвивався характер та дії персонажів. 1754 року він повернувся у Париж, в Опера-комік (який знову відкрився) і в той же рік створив свій перший великий балетний спектакль «Китайські свята» («фр. Les Fêtes chinoises»). Потім доля знову закинула його в Ліон, де він прожив з 1758 до 1760 р. Там Новер створив декілька балетних вистав та оприлюднив свою головну теоретичну працю «Листи про танець та балети» («фр. Lettres sur la danse et les ballets»). В них він переосмислив весь свій попередній балетний досвід та охопив усі аспекти сучасного йому танцю, розробив теоретичні завдання пантоміми, збагачуючи сучасний для нього балет новими елементами які дають можливість вести самостійний сюжет, та ввів новий балетний термін ballet d'action — балет дії. Вимагаючи скасування театральних масок у танцюристів, він тим самим сприяв більшій виразності танцю і розуміння його у глядача; він відійшов від балету як химерного танцю самого по собі, який жив в інших видах театрального мистецтва, викликавши різку критику прихильників старих танцювальних традицій. Він писав: "Театр не терпить нічого зайвого, тому необхідно виганяти зі сцени геть усе, що може послабити інтерес, і випускати на неї рівно стільки персонажів, скільки потрібно для виконання даної драми. … Композитори, в більшості своїй, все ще, повторюю, тримаються старовинних традицій Опери. Вони складають Пасп'є, тому що їх з такою грацією"пробігала" м-ль Прево, мюзетти, тому що був час коли витончено і солодко їх танцювала м-ль Салле і пан Демулен, тамбурини, тому що в цьому жанрі вражала м-ль Камарґо, нарешті, чакони і пасакалії, тому що вони були улюбленим жанром знаменитого Дюпре, найкращим чином відповідаючи його схильностям, амплуа та благородній фігурі. Але всіх цих чудових артистів нині вже немає в театрі … ". Головним виразовим засобом балетів Новера стала пантоміма — до нього, аж до середини XVIII ст. актори балету-пантоміми виходили на сцену в масках, часом пантоміма навіть заміняла оперні арії, але ніколи до Новерра не несла свого власного смислового навантаження. У Новера міміка була підпорядкована танцям, які, на його погляд, повинні містити в собі драматичну думку.
Ця велика теоретична робота згодом витримала безліч перевидань і була перекладена на європейські мови: англійську, німецьку, іспанську, та інші. Пізніше ця праця була видана в 4 томах у Петербурзі (1803—1804 р.) під назвою «Листи про танець» — книга стала широко відома та видана в Росії завдяки його учню Шарлю Ле Піку, запрошеному до Петербургу в 1787 у якості першого танцівника, а потім хореографа. Відтоді у Росії було кілька видань російською мовою і книжка перевидається аж дотепер. Відомий російсько-французький балетний діяч Б. Кохно через багато років сказав про Новера і Ле Піке: «Новер перетворив танець своєї епохи, а його балет-пантоміма потрапив до Росії завдяки його учневі Ле Піку».
У 1760 році Новера запросили в Штутгарт, де він провів сім років і де його учнем став згодом видатний танцюрист і хореограф, майбутній пропагандист творчості та ідей Новерра Шарль Ле Пік. У Штутгарті герцог Карл II Вюртембергський, великий знавець і любитель театру, створив для служителів мистецтв вільну творчу обстановку, що привернуло багато талановитих людей: музикантів, артистів, художників. 11 лютого 1763 до дня народження герцога, Новер поставив балет «Ясон і Медея» на музику Ж. Родольфо (який теж жив у Штутгарті), де втілив свої основні балетні реформи. Відмовившись від безглуздих великих перук і масок які закривали обличчя, Новер вперше ввів у балет пантоміму. У прем'єрній виставі серед основних виконавців були: Ненсі Левьер (Медея), Гаетано Вестріс (Ясон), Анджіоло Вестріс (Креон), Шарль Ле Пік (Еен), М. Гімар (Креуза). Ця постановка стала революційною у хореографії та мала такий великий успіх, що в Європі почалося поступове освоєння реформ Новера. До нього кинулися учні та шанувальники, які хотіли з ним працювати. До 1764 Новер вже керував трупою з п'ятнадцяти солістів і кордебалету з двадцяти трьох чоловіків та двадцять одної жінки.
Через сім років Новер переїхав у Відень, опинившись під протекцією майбутньої королеви Марії-Антуанетти, яка призначила його королівським балетмейстером. Отримавши величезну свободу у виставах, він зміг реалізувати свої численні ідеї по реформі в балеті і поставив безліч балетних вистав. Він сам вперше ввів пантоміму в своєму балеті «Медея і Ясон» («фр. Medee et Jason») на музику Ж. -Ж. Родольфо в 1763 році. Потім він поставив велику пантомімну постановку в декілька актів на сюжет «Семіраміди» Вольтера. Він залучив до співпраці різних композиторів, у тому числі Глюка, з яким створив кілька балетних композицій.
У 1775 році Марія-Антуанетта, ставши до того часу дружиною дофіна, а потім, з 1774 року, короля Франції Людовіка XVI, повеліла Новеру прибути до Парижа і призначила його першим балетмейстером у театрі Опери, який тоді мав назву Королівської Академії музики.
З 1778 року він є членом Французької королівської академії танців.
У 1776—1781 Новер очолював балетну трупу Паризької Опери, однак його задуми зустріли опір з боку консервативної трупи і завсідників театру які не бажали нічого змінювати. 1781 року Новер написав свої розробки з будівництва нового залу Паризької Опери «Коментар з будівництва нового залу для Опери» («фр. Observations sur la construction d'une nouvelle salle de l'Opéra»). Боротьба з трупою, яка не бажає визнавати нові тенденції в балеті, забирала багато сил і часу; зайнятий роботою, Новер покинув пост в Паризькій Опері (цю посаду зайняв його учень і сподвижник Жан Доберваль) і наступне десятиліття проводив переважно в Лондоні, очолюючи балетну трупу в театрі «Друрі-Лейн».
Весь цей час, де б він не перебував, він продовжував несамовито працювати: він не тільки ставив балетні вистави, (Новер поставив понад 80 балетів і велику кількість танців в операх.) але й приділяв величезну увагу теорії мистецтва танцю, розробляючи та розвиваючи її. Його ім'я стало широко відомо, він листувався з видатними людьми свого часу, у тому числі з Вольтером, деякі листи до якого збереглися досі. Також Новер почав важливу роботу над створенням балетного словнику. Приблизно в 1795 році він прибув у Сен-Жермен-ан-Ле, де готував до видання свій словник, який так і не встиг довершити.
Помер 19 жовтня 1810 року.

## Значення
Більшість його постановок розробляли сюжети про драматичні події та сильні пристрасті. Слідом за Вольтером і Дідро, Новер проводив на балетній сцені ідею про підпорядкування боргу; його естетичні погляди тяжіли до проголошуваних Жаном-Жаком Руссо природним почуттям і близькості до природи (наприклад, балет «Белтон і Еліза», композитор невідомий, перша половина 1770-х років). Реформи Новера мали вирішальний вплив на весь подальший розвиток світового балету і стали основними постулатами, це насамперед: взаємодія всіх компонентів балетного спектаклю, логічний розвиток дії та характеристик діючих осіб.
Він сам підбив підсумок своєї творчості: "Я розбив потворні маски, спалив безглузді перуки, вигнав сором'язливі панье і ще більш сором'язливі тоннеле; на місце рутини закликав витончений смак; запропонував костюм більш благородний, правдивий і мальовничий; зажадав дії та рухи в сценах, одухотворення та виразності в танці; я наочно показав, яка глибока прірва лежить між механічним танцем ремісника і генієм артиста, приносити мистецтво танцю в один ряд з іншими наслідувальними мистецтвами, і тим самим накликав на себе незадоволення всіх тих, хто шанує і дотримується старовинних звичаїв, якими б безглуздими і варварськими вони не були ".

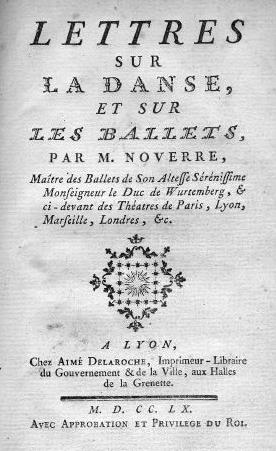
Записки про танці та балеті.Перше видання (1760)

## Літературні праці
- Приблизно 1752 — «Загальна теорія і практика танцю, композиції балетів, музики, костюма та декорацій, супутніх їм» ("Théorie et pratique de la danse en général, de la composition des ballets, de la musique, du costume, et des décorations qui leur sont propres ")
- 1760 — «Листи про танець і балети» (фр.: «Lettres sur la danse et les ballets»), видана в Ліоні та Штутгарті
- 1781 — "Коментар із будівництва нового залу для Опери " (фр.: «Observations sur la construction d'une nouvelle salle de l'Opéra»)
- 1801 — «Два листи мосьє Новера Вольтерові» про Девіді Гаріка (Deux lettres de M. Noverre à Voltaire)
- 1801 — «Записки про артиста на громадських святах» (Lettres à un artiste sur les fêtes publiques)

## Основні постановки
- 1751: Le Jugement de Pâris (Ліон — Відень 1771)
- 1754: Les Fêtes chinoises (Париж)
- 1754: La Fontaine de jouvence (Париж)
- 1755: Les Matelots (Париж)
- 1755: Les Réjouissances flamandes (Париж)
- 1755: La Provençale (Лондон)
- 1755: The Lilliputian Sailors (Лондон)
- 1757: La Toilette de Vénus (Ліон)
- 1758: Les Fêtes du sérail (Ліон)
- 1758: L'Impromptu du sentiment (Ліон)
- 1758: Les Caprices de Galatée (Ліон — Париж 1776 — Лондон 1789)
- 1758: La Mort d'Ajax (Ліон)
- 1758: Les Jalousies (Ліон)
- 1759: L'Amour corsaire (Ліон)
- 1759: Le Jalou sans rival (Ліон)
- 1760: La Descente d'Orphée aux Enfers (Ліон)
- 1760: Les Fêtes du Vauxhall (Ліон)
- 1760: La Mariée du village (Ліон)
- 1760: Les Recrues prussiennes (Ліон)
- 1760: Renaud et Armide (Ліон)
- 1761: Alceste (Штутгарт — Відень 1767)
- 1762: «Смерть Геркулеса» La Mort d'Hercule композитора Ж.-Ж. Родольфо (Штутгарт)
- 1762: «Психея і Амур» Psyché et l'Amour композитора Ж.-Ж. Родольфо (Штутгарт)
- 1763: «Ясон і Медея» Jason et Médée композитора Ж.-Ж. Родольфо (Штутгарт — Відень, Варшава, 1767 — Париж 1776 і 1780 — Лондон 1781
- 1764: Hypermnestre (Штутгарт)
- 1768: «Дон Кіхот», композитор Й. Старцер, Відень
- 1770: Diane et Endymion (Відень)
- 1771: Roger et Bradamante (Відень)
- 1772: Agamemnon vengé (Відень)
- 1772: Iphigénie en Tauride (Відень)
- 1772: Thésée (Відень)
- 1773: Acis et Galathée (Відень)
- 1773: Адель де Понтье (Adèle de Ponthieu), музика Старцера (Відень — Лондон 1782)
- 1773: Alexandre et Campaspe de Larisse (Відень)
- 1774: Les Horaces et les Curiaces (Відень — Париж 1777)
- 1775: Renaud et Armide (Мілан — Лондон 1782)
- 1775: La nuova sposa Persiana (Мілан — Відень 1775)
- 1776: Апеллес і Кампаспа (Apelles et Campaspe), музика Ф. Аспельмайера (Париж — Ліон 1787)
- 1778: Annette et Lubin (Париж)
- 1778, 11 червня: «Маленькі дрібнички» (Les Petits Riens) на музику В.-А. Моцарта, складену на особисте прохання Новерра; виконавці: Марі Аллар, Мадлен Гімар, Жан Доберваль і Огюст Вестріс, (Паризька Опера)
- 1781: Les Amours d'Énée et de Didon (Ліон)
- 1788: La Fête du Sérail (Париж)
- 1788: «Амур і Психея» L'Amour et Psyché композитора Ж.-Ж. Родольфо (Лондон)
- 1788: La Fête de Tempé (Лондон)
- 1789: Admète (Лондон)
- 1794: La Bergère des Alpes (Лондон)
- 1794: La Vittoria (Лондон)
- 1795: Windsor Castle (Лондон)
- 1795: The Marriage of Peleus and Thetis (Лондон)